# Hrant Melkoumian
Hrant Melkoumian ou Melkumian est un joueur d'échecs arménien né le 30 avril 1989 à Erevan.
Au 1er avril 2015, Melkoumian est le no 6 arménien et le 79e joueur mondial avec un classement Elo de 2 651 points.

## Biographie et carrière
Grand maître international depuis 2008, Meklkoumian a fini :
- premier ex æquo du mémorial Tchigorine[2] en 2009 (cinquième au départage) ;
- vainqueur de l'open de Dubaï[3] en 2010 ;
- 4e-8e de l'open Aeroflot en 2012 ;
- vainqueur du championnat d'Europe de blitz en 2011 ;
- 1er-10e du championnat d'Europe d'échecs individuel de 2013 (dixième au départage) ;
- vainqueur de l'open du Casino de Graz en 2014 ;
- vainqueur de l'open de Riga en 2014 ;
- premier ex æquo (avec Kravtsiv, Neiksans et  Goganov) de l'open de Riga en 2016 (deuxième au départage) ;
- covainqueur le l'open du tournoi Chess Classic de Londres en 2017.

En 2015, il représente l'Arménie  lors du championnat du monde d'échecs par équipes disputé à Tsakhkadzor.
Il participa à la coupe du monde d'échecs en 2013 (éliminé au premier tour), 2015 (battu au deuxième tour par Leinier Domínguez) et 2017 (éliminé au premier tour par Boris Gratchiov).